# Rachel Kushner
Rachel Kushner (Eugene, 7 ottobre 1968) è una scrittrice statunitense.

## Biografia
Nata a Eugene, Oregon, il 7 ottobre del 1968 da due biologi, vive e lavora a Los Angeles.
Trasferitasi a San Francisco a 11 anni, si è laureata all'Università della California - Berkeley e ha conseguito un Master of Fine Arts in scrittura creativa alla Columbia University prima di spostarsi a New York dove è stata redattrice per le riviste Grand Street e Bomb per otto anni.
Profondamente influenzata dall'opera di Don DeLillo, ha esordito in letteratura nel 2008 con il romanzo Telex from Cuba al quale hanno fatto seguito I lanciafiamme nel 2015 e The Mars Room nel 2018.
Dopo un Guggenheim Fellowship nel 2013 e varie nomination ad importanti premi letterari statunitensi, ha vinto il Prix Médicis étranger nel 2018 con il romanzo The Mars Room.

## Opere

### Romanzi
- Telex from Cuba (2008)
  - Telex da Cuba, Milano, Mondadori, 2010 traduzione di Vincenzo Mantovani ISBN 978-88-04-59793-3.
  - Braci nella notte, Milano, Ponte alle Grazie, 2015 traduzione di Stefano Valenti ISBN 978-88-6833-282-2.
- I lanciafiamme (The Flamethrowers, 2013), Milano, Ponte alle Grazie, 2014 traduzione di Stefano Valenti ISBN 978-88-6833-023-1.
- Mars room (The Mars Room, 2018), Torino, Einaudi, 2019 traduzione di Giovanna Granato ISBN 978-88-06-24011-0.
- Creation Lake (2024)

### Racconti
- The Strange Case of Rachel K (2015)

### Saggi
- Fatti per bruciare: saggi 2000-2020 (The Hard Crowd, 2021), Torino, Einaudi, 2023 traduzione di Silvia Pareschi ISBN 978-88-06-25440-7.

## Premi e riconoscimenti
- National Book Award per la narrativa: 2008 finalista con Telex da Cuba e 2013 finalista con I lanciafiamme
- Guggenheim Fellowship: 2013
- Booker Prize: 2018 finalista con The Mars Room
- Prix Médicis étranger: 2018 vincitrice con The Mars Room